# Vila Mucinda
Vila Mucinda je literarni lik slovenske avtorice Svetlane Makarovič. Nastopa v pravljici z naslovom Bonboni vile Mucinde, ki jo najdemo v knjigi Mačja preja.

## Kratka vsebina
Vila Mucinda stanuje na podstrešju slaščičarne. Vsako noč se odtihotapi v prodajalno in išče najslajši bonbon. Vsakič se odloči za drugega, ki ga nato na papiranatem letalu odnese otroku v mesto. Bonbon mu pričara najlepše sanje. Tako je bilo vse do tedaj, ko so strogi starši zalotili Pavleta, ki je v snu jedel bonbon. Ukazali so mu, naj si ponovno umije zobe in mu prepovedali jesti sladkarije v postelji. Mucindo je to tako zelo razjezilo, da se je le še redko kdaj odpravila s podstrešja. Odtlej se mora veliko otrok znajti po svoje, kako priti do čokolade in bonbonov. 

## Predstavitev lika
Mucinda je majhna bela vila s sinje modrimi očmi in puhastim repom. Njene majcene ročice spominjajo na mačje tačke. Stanuje na podstrešju slaščičarne v stari in zaprašeni bonbonieri. Na pokrovu te škatle pa je narisana majhna, bela muca. Po svetu se vozi v papirnatem letalu. 
Rada ima bonbone vseh vrst. Z njimi razveseljuje otroke in jim tako pričara najlepše sanje. 
Ne mara hinavšine in staršev, ki svojim otrokom prepovedujejo jesti bonbone, čeprav so jih sami kot otroci pojedli zelo veliko. 

## Pravljice, kjer se pojavi lik vile
- Makarovič, Svetlana (1987): Vila Malina. Ljubljana: Dokumentarna.

- Tomažič, Jože (1944): Botra vila. Ljubljana: samozaložba.

- Skok, Joža (1983): Mala vila. Zagreb: Naša djeca.